# Primula maximowiczii
Primula maximowiczii là một loài thực vật có hoa trong họ Anh thảo. Loài này được Regel miêu tả khoa học đầu tiên năm 1874.